# Calochortus nitidus
Calochortus nitidus là một loài thực vật có hoa trong họ Liliaceae. Loài này được Douglas miêu tả khoa học đầu tiên năm 1828.